# El Viento Que Arrasa
El Viento Que Arrasa (span. für „Der verheerende Wind“, internationaler englischsprachiger Titel A Ravaging Wind) ist ein Filmdrama von Paula Hernández. Im Film reisen ein von Alfredo Castro gespielter Prediger und seine von Almudena González gespielte Tochter durch Südamerika. Es handelt sich um eine Verfilmung des gleichnamigen Romans von Selva Almada. El Viento Que Arrasa feierte im September 2023 beim Toronto International Film Festival seine Premiere.

## Handlung
Leni, eine junge Frau, die eigentlich alt genug ist, auf eigenen Füßen zu stehen, reist mit ihrem Vater kreuz und quer durch Südamerika. Reverendo Pearson ist zwar ein Mann Gottes und spricht mit den Menschen über seinen Glauben, aber über seine Vergangenheit erzählt er nicht viel. Wenn Leni nach ihrer Mutter fragt, erzählt er ihr auch von dieser nichts. Sie weiß nur, dass ihr Vater den Nachnamen seiner Mutter trägt.

## Produktion
Der Film ist eine Adaption von Selva Almadas Roman El viento que arrasa aus dem Jahr 2012. In einer deutschen Übersetzung von Christian Hansen erschien dieser 2016 bei Berenberg unter dem Titel Sengender Wind.
Regie führte Paula Hernández, die gemeinsam mit Leonel D'Agostino auch das auf Almadas Roman basierende Drehbuch schrieb. El Viento Que Arrasa ist der achte Spielfilm der Argentinierin.

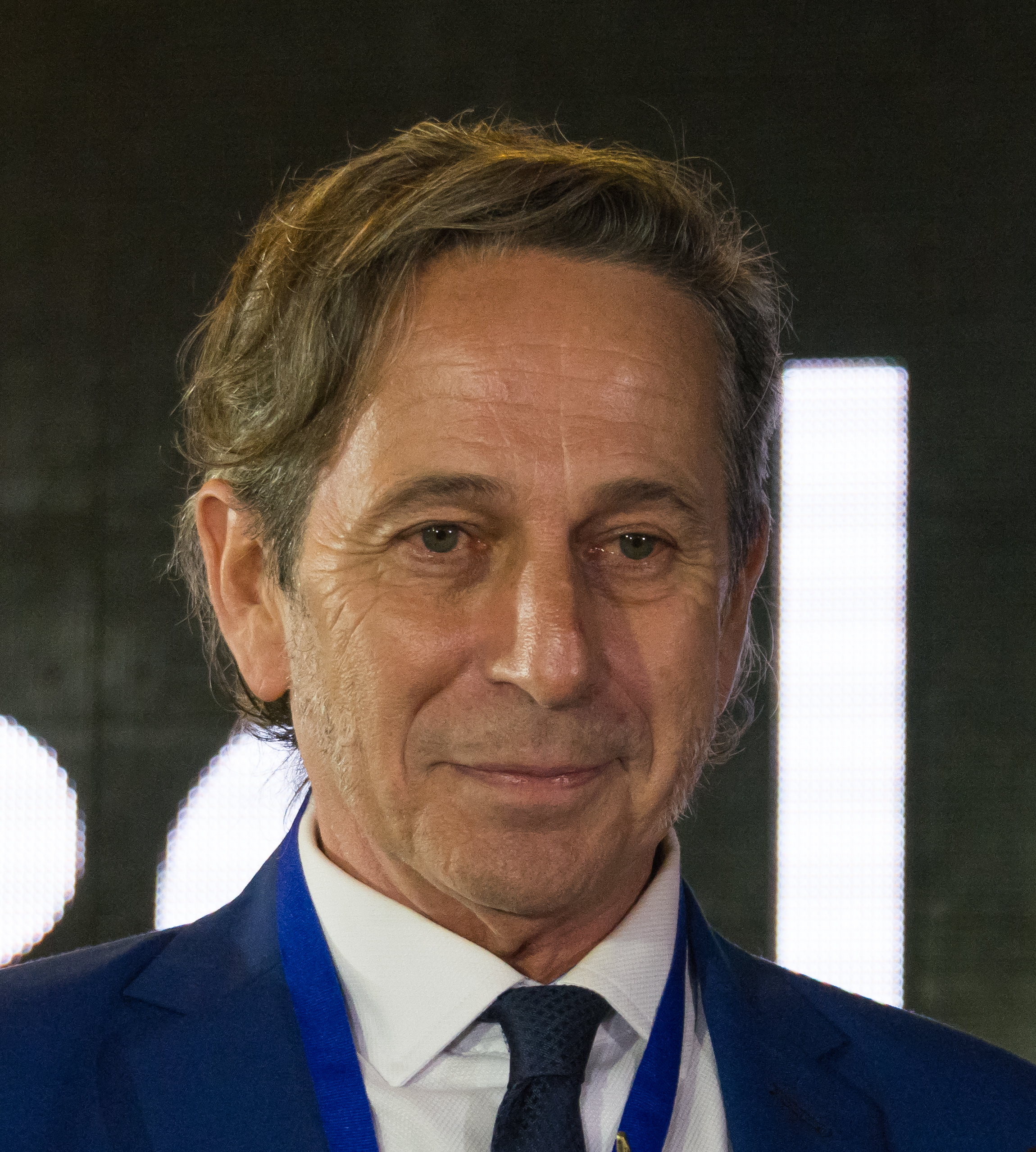
Der Chilene Alfredo Castro spielt Reverendo Pearson

Der chilenische Schauspieler Alfredo Castro spielt Reverendo Pearson und die Newcomerin Almudena González seine Tochter Leni. Zuvor hatte González kleinere Rollen in Fernsehserien übernommen. Der Spanier Sergi López, bekannt für seine Rollen in Filmen wie Harry meint es gut mit dir von Dominik Moll, Rosas Hochzeit von Icíar Bollaín und Pans Labyrinth von Guillermo del Toro, spielt den Mechaniker Gringo und Joaquín Acebo seinen Sohn Tapioca. Acebo gibt in der Rolle sein Debüt als Filmschauspieler. 
Als Kameramann fungierte Iván Gierasinchuk, zu dessen vorherigen Arbeiten die Filmdramen Carajita von Ulises Porra und Silvina Schnicer und Sublime von Mariano Biasin gehören.
Die Filmmusik komponierte Luciano Supervielle, der für seine Arbeit mit dem argentinisch-uruguayischen Electrotango-Projekt Bajofondo bekannt ist.
Die Weltpremiere von El Viento Que Arrasa fand am 9. September 2023 beim Toronto International Film Festival statt. Ende September 2023 wurde der Film beim San Sebastian International Film Festival in der Sektion Horizontes Latinos gezeigt. Im Januar 2024 wird der Film beim Tromsø International Film Festival vorgestellt und Ende Januar, Anfang Februar 2024 beim Göteborg Film Festival gezeigt. Im Februar 2024 wird er beim Santa Barbara International Film Festival vorgestellt.

## Auszeichnungen
Göteborg Film Festival 2024
- Auszeichnung mit dem Youth Jury Dragon Award[7]

Tromsø International Film Festival 2024
- Nominierung im Wettbewerb[4]